# Karl Fritsch (Politiker)

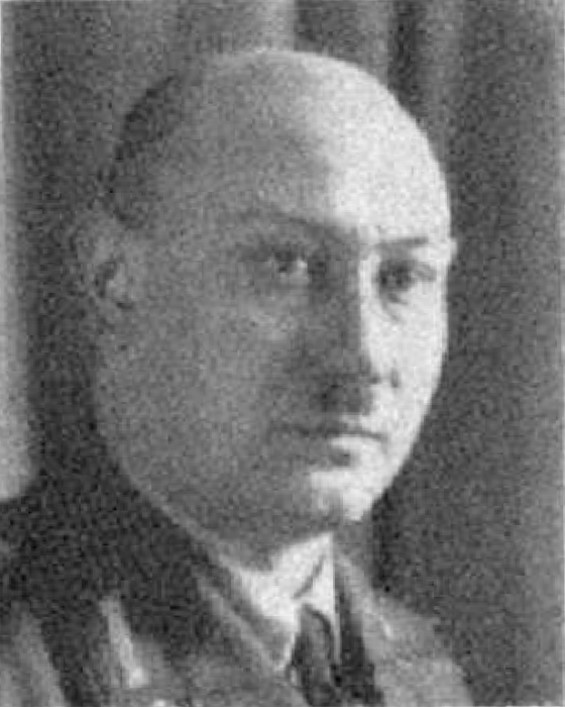
Karl Fritsch

Karl Johann Erhard Fritsch (* 16. Juni 1901 in Hof (Saale); † 22. April 1944 in Dresden) war ein deutscher Politiker (NSDAP). Fritsch war von 1933 bis 1943 sächsischer Innenminister.

## Leben
Nach dem Abitur am humanistischen Gymnasium in Hof war Fritsch im April und Mai 1919 Mitglied des 1. bayrischen Schützen-Regiments, das zum Freikorps Epp gehörte. 1920 nahm er als Zeitfreiwilliger der Reichswehr an Kämpfen gegen bewaffnete Gruppen um Max Hoelz im Vogtland teil. Fritsch gehörte 1919 zu den Gründern der Hofer Ortsgruppe des Deutschvölkischen Schutz- und Trutzbundes. 1922 wechselte er zur NSDAP (Mitgliedsnummer 12.130) und war an den Gründungen der NSDAP-Ortsgruppeen in Erlangen und Hof beteiligt.
An der Universität Erlangen hatte Fritsch 1919 ein Medizinstudium aufgenommen, wechselte jedoch nach einem Semester zu Staatswissenschaften. Er war Mitglied des Corps Baruthia. Nach einer Unterbrechung zwischen 1923 und 1925 beendete Fritsch das Studium 1926 mit der Promotion über „Das Braugewerbe in Hof und dem umgebenden ostoberfränkischen Grenzbezirk“.
In der NSDAP war Fritsch im November 1923 stellvertretender Bezirksleiter für Oberfranken. Während des Verbotes der NSDAP als Folge des Hitlerputsches leitete er den Kreis Oberfranken-Ost des Völkischen Blocks. Nach der Wiederzulassung der NSDAP trat Fritsch zum 1. Juni 1926 der Partei erneut bei (Mitgliedsnummer 43.073) und wurde Kreisleiter für Oberfranken. Am 1. Januar 1927 wechselte er als Gaugeschäftsführer in die Gauleitung Sachsen unter Gauleiter Martin Mutschmann. Ab 1. Februar 1928 war Fritsch stellvertretender Gauleiter für Sachsen; dieses Amt übte er bis zu einem nicht genau bekannten Zeitpunkt zwischen 1933 und 1937 aus. Von 1930 bis 1933 führte Fritsch die NSDAP-Fraktion im Sächsischen Landtag. Er wurde Mitglied des Nationalsozialistischen Rechtswahrerbundes.
Nach der „Machtergreifung“ der Nationalsozialisten wurde Fritsch am 6. Mai 1933 zum Innenminister Sachsens ernannt. Im November 1933 erhielt er ein Mandat im Reichstag, der in der Zeit des Nationalsozialismus bedeutungslos war. Er bewohnte die Villa Hoflößnitzstraße 72 in Oberlößnitz. Am 15. Januar 1934 trat er als SS-Standartenführer in die SS (SS-Nummer 127.642) ein und wurde am 9. November 1934 zum SS-Oberführer und am 30. Januar 1936 zum SS-Brigadeführer befördert. Fritsch war zudem sächsischer Landesvorsitzender und „Generalhauptführer“ des Deutschen Roten Kreuzes.
Als sächsischer Innenminister verfügte Fritsch 1933 zahlreiche Auflösungen und Verbote von Vereinen und Organisationen insbesondere aus der Arbeiterbewegung. Bis November 1933 wurden im Bereich seines Ministeriums 961 Personen nach dem Gesetz zur Wiederherstellung des Berufsbeamtentums entlassen; weitere 106 Verfahren waren eingeleitet. Von Juli 1934 bis Februar 1935 vertrat Fritsch den im Zusammenhang mit dem „Röhm-Putsch“ entmachteten sächsischen Ministerpräsidenten Manfred von Killinger. 1935 unterstützte er das in Teilen Sachsens ausgesprochene Verbot für Juden, öffentliche Schwimmbäder zu besuchen. Während der nationalsozialistischen Krankenmorde war die Abteilung „Volkspflege“ im Innenministerium eine wichtige Schnittstelle zwischen den Sächsischen Landesanstalten und der Berliner Zentraldienststelle T4. Dabei griff Fritsch, der sich bereits 1933 für Zwangssterilisationen ausgesprochen hatte, auch persönlich ein und sorgte beispielsweise für die Entfernung eines Chefarztes, der sich den Tötungen widersetzt hatte.
Anfang 1936 hatte Fritsch seiner Frau in einer Eheanfechtungsklage „verbrecherische Triebe“ unterstellt und dies mit einer Verurteilung seiner Schwiegermutter wegen Hehlerei begründet. Zudem behauptete Fritsch, ihm sei die SPD-Mitgliedschaft seines Schwiegervaters verschwiegen worden. Im Gerichtsverfahren wurde nachgewiesen, dass der Schwiegervater als langjähriger Vorsitzender der Hofer Brauereigewerkschaft Fritsch bei der Anfertigung seiner Dissertation unterstützt hatte. Zudem konnte die Ehefrau die eheliche Untreue Fritschs beweisen, so dass das Verfahren in zweiter Instanz mit der Scheidung endete, wobei Fritsch die Kosten des Verfahrens zu tragen hatte. Durch den Ausgang des Verfahrens hatte sich Fritsch „in weiten Kreisen der eigenen Partei lächerlich gemacht und war politisch entscheidend angeschlagen“. Korruptionsvorwürfe und weitere „sexuelle Eskapaden“ führten dazu, dass Fritsch im August 1943 die Unterstützung von Reichsleiter Martin Bormann und Heinrich Himmler verlor. Zuvor war Fritsch im Januar 1943 vom Gauleiter und Ministerpräsidenten Mutschmann als Innenminister beurlaubt und vor dem Parteigericht wegen „parteischädigenden Verhaltens“ angeklagt worden.
Am 1. Februar 1943 wurde Fritsch zur Waffen-SS einberufen und zunächst einer Flakeinheit in Ostpreußen zugeteilt. Vom 12. April bis Dezember 1943 gehörte er der SS-Panzer-Grenadier-Division „Totenkopf“ an, zuletzt im Rang eines SS-Scharführers der Reserve. 
Fritsch beging im April 1944 nach der Scheidung von seiner zweiten Frau im Krankenhaus Dresden-Friedrichstadt Suizid. Alfred Fernholz, Psychiater und Leiter der Abteilung „Volkspflege“ im Innenministerium, behauptete in einem späteren Gutachten, Fritsch sei durch eine „psychopathische Konstitution“, „Unberechenbarkeit“ und „Unausgeglichenheit“ geprägt gewesen.